# Point Me at the Sky
„Point Me at the Sky“ je skladba britské rockové skupiny Pink Floyd, která vyšla jako singl v prosinci 1968. Jejími autory jsou kytarista David Gilmour a baskytarista Roger Waters, jedná se o jejich první spolupráci na písni.
Píseň byla nahrána ve dnech 8., 9., 14. a 15. října 1968 v EMI Studios pod dohledem producenta Normana Smithe. Verše zpívá Gilmour, v refrénech a mostech se Gilmour dělí o vokály s Watersem. Text skladby má sci-fi téma, odehrává se v tehdejší budoucnosti v roce 2005, kdy je Země přelidněná. Muž jménem Henry McClean volá své dívce Jean, aby ji nabídl let v právě dokončeném kosmickém letounu. „Point Me at the Sky“ byla vydána dne 6. prosince 1968 jako singl ve Spojeném království (katalogové číslo: Columbia EMI DB 8511), na B straně se nacházela instrumentální skladba „Careful with That Axe, Eugene“. Kvůli komerčnímu neúspěchu nebyl ani vydán v USA a Pink Floyd se také rozhodli nenahrávat žádné další singly.
Skladba „Point Me at the Sky“ nebyla zařazena na žádné kompilační album, jediné její vydání na CD se uskutečnilo v rámci bonusového disku The Early Singles box setu Shine On v roce 1992 (stejně jako původní singl pouze v monofonní verzi). Jediné doložené živé představení této písně proběhlo na dvou vystoupeních dne 2. prosince 1968 ve studiích BBC, která byla nahrávána pro BBC Radio One. Záznamy z těchto vystoupení byly odvysílány ve dnech 15. prosince 1968 a 19. ledna 1969 v pořadu Top Gear Johna Peela. Pink Floyd v listopadu 1968 natočili k písni také videoklip, ve kterém někteří z členů létají na historickém dvouplošníku. V roce 2018 byla píseň zařazena na program debutového turné skupiny Nick Mason's Saucerful of Secrets.

## Původní sestava
- David Gilmour – elektrická kytara, zpěv
- Rick Wright – klávesy, elektronické varhany, vokály
- Roger Waters – baskytara, zpěv
- Nick Mason – bicí, perkuse